# Saison 4 de C'est Moi le Chef !
Chronologie
Saison 3 Saison 5
Cet article présente le guide des épisodes de la quatrième saison de la série télévisée américaine Last Man Standing.

## Généralités
- Elle a été diffusée du 3 octobre 2014 au 17 avril 2015 sur le réseau ABC.
- Au Canada, cette saison a été diffusée en simultané sur les chaînes indépendantes CHCH Hamilton et CHNU Vancouver.
- En Belgique, la saison 4 a été diffusée du 5 juin 2015 au 14 juillet 2015 sur RTL-TVI.

### Synopsis
Mike Baxter est un heureux père de famille et un directeur marketing dans un magasin de sport à Denver, dans le Colorado. C'est également un homme vivant dans un monde dominé par les femmes en particulier dans sa maison avec sa femme et ses trois filles, dont l'une est une mère célibataire.

## Distribution de la saison

### Acteurs principaux
- Tim Allen (VF : Michel Papineschi) : Mike Baxter
- Nancy Travis (VF : Martine Irzenski) : Vanessa Baxter
- Molly Ephraim (VF : Anouck Hautbois) : Amanda Elaine « Mandy » Baxter
- Kaitlyn Dever (VF : Leslie Lipkins) : Eve Baxter
- Amanda Fuller (VF : Audrey Sablé) : Kristin Beth Baxter
- Jordan Masterson (en) : Ryan Vogelson, père de Boyd
- Christoph Sanders (VF : Hervé Grull) : Kyle Anderson
- Flynn Morrison (fy) : Boyd Baxter
- Jonathan Adams : Chuck Larabee, voisin de Mike et Vanessa[1]
- Hector Elizondo (VF : François Jaubert) : Edward « Ed » Alzate

## Épisodes

### Épisode 1:Star du football
- États-Unis /  Canada : 3 octobre 2014 sur ABC[2] / CHCH[3] et CHNU
- Belgique : 5 juin 2015 sur RTL-TVI

- États-Unis : 6,91 millions de téléspectateurs[4] (première diffusion)

- Robert Forster (Bud)
- Tye Sheridan (Justin)
- Sarah Gilman (Cammy)
- Phil Hayes (voice on PA)
- Mel Fair (announcer)

### Épisode 2:Jeux de guerre
- États-Unis /  Canada : 3 octobre 2014 sur ABC / CHCH et CHNU
- Belgique : 8 juin 2015 sur RTL-TVI

- États-Unis : 6,91 millions de téléspectateurs[4] (première diffusion)

### Épisode 3:Redécouvrez l'Amérique
- États-Unis /  Canada : 10 octobre 2014 sur ABC / CHCH et CHNU
- Belgique : 9 juin 2015 sur RTL-TVI

- États-Unis : 6,62 millions de téléspectateurs[5] (première diffusion)

Joely Fisher (Wendi)

### Épisode 4:L'effondrement de terrain
- États-Unis /  Canada : 17 octobre 2014 sur ABC / CHCH et CHNU
- Belgique : 10 juin 2015 sur RTL-TVI

- États-Unis : 6,79 millions de téléspectateurs[6] (première diffusion)

### Épisode 5:Nouvelle carrière
- États-Unis /  Canada : 24 octobre 2014 sur ABC / CHCH et CHNU
- Belgique : 12 juin 2015 sur RTL-TVI

- États-Unis : 6,18 millions de téléspectateurs[7] (première diffusion)

- Erika Alexander (Carol)
- Sarah Gilman (Cammy)
- Michael Chey (Randy)
- Sam Lant (Greg)

### Épisode 6:Mike conseille Mandy
- États-Unis /  Canada : 31 octobre 2014 sur ABC / CHCH et CHNU
- Belgique : 15 juin 2015 sur RTL-TVI

- États-Unis : 6,71 millions de téléspectateurs[8] (première diffusion)

- Robert Forster (Bud)
- Carla Jimenez (Blanca)
- Tiffany-Denist Turner (female customer)
- Brendan Brandt (stoner guy)
- Jason Sims-Prewitt (customer)
- Roy Jenkins (customer #2)

### Épisode 7:Anti-vaccin
- États-Unis /  Canada : 7 novembre 2014 sur ABC / CHCH et CHNU
- Belgique : 16 juin 2015 sur RTL-TVI

- États-Unis : 6,67 millions de téléspectateurs[9] (première diffusion)

- Elaine Loh (receptionist)
- Allan Murray (prospector (V.O.))

### Épisode 8:Le goût du risque
- États-Unis /  Canada : 14 novembre 2014 sur ABC / CHCH et CHNU
- Belgique : 17 juin 2015 sur RTL-TVI

- États-Unis : 6,98 millions de téléspectateurs[10] (première diffusion)

- Joely Fisher (Wendi)
- Clint Jones (employee)

### Épisode 9:Une idée lumineuse
- États-Unis /  Canada : 21 novembre 2014 sur ABC / CHCH et CHNU
- Belgique : 22 juin 2015 sur RTL-TVI

- États-Unis : 7,10 millions de téléspectateurs[11] (première diffusion)

Tyler Poelle (employee)

### Épisode 10:Gibier sauvage
- États-Unis /  Canada : 5 décembre 2014 sur ABC / CHCH et CHNU
- Belgique : 24 juin 2015 sur RTL-TVI

- États-Unis : 6,66 millions de téléspectateurs[12] (première diffusion)

### Épisode 11:Mariage et tradition
- États-Unis /  Canada : 12 décembre 2014 sur ABC / CHCH et CHNU
- Belgique : 25 juin 2015 sur RTL-TVI

- États-Unis : 5,99 millions de téléspectateurs[13] (première diffusion)

### Épisode 12:Helen Potts
- États-Unis /  Canada : 9 janvier 2015 sur ABC / CHCH et CHNU
- Belgique : 29 juin 2015 sur RTL-TVI

- États-Unis : 8,60 millions de téléspectateurs [14] (première diffusion)

### Épisode 13:Mike embauche Chuck
- États-Unis /  Canada : 16 janvier 2015 sur ABC / CHCH et CHNU
- Belgique : 30 juin 2015 sur RTL-TVI

- États-Unis : 6,88 millions de téléspectateurs[15] (première diffusion)

### Épisode 14:Première rupture
- États-Unis /  Canada : 30 janvier 2015 sur ABC / CHCH et CHNU
- Belgique : 1er juillet 2015 sur RTL-TVI

- États-Unis : 7,51 millions de téléspectateurs[16] (première diffusion)

### Épisode 15:Big Brother
- États-Unis /  Canada : 6 février 2015 sur ABC / CHCH et CHNU
- Belgique : 2 juillet 2015 sur RTL-TVI

- États-Unis : 7,23 millions de téléspectateurs[17] (première diffusion)

### Épisode 16:Trois dimanches
- États-Unis /  Canada : 20 février 2015 sur ABC / CHCH et CHNU
- Belgique : 3 juillet 2015 sur RTL-TVI

- États-Unis : 6,58 millions de téléspectateurs   [18](première diffusion)

### Épisode 17:L'ami de Kyle
- États-Unis /  Canada : 27 février 2015 sur ABC / CHCH et CHNU
- Belgique : 6 juillet 2015 sur RTL-TVI

- États-Unis : 7,35 millions de téléspectateurs  [19](première diffusion)

### Épisode 18:La fête de Mandy
- États-Unis /  Canada : 13 mars 2015 sur ABC / CHCH et CHNU
- Belgique : 7 juillet 2015 sur RTL-TVI

- États-Unis : 6,94 millions de téléspectateurs   [20](première diffusion)

### Épisode 19:Le stage d'été
- États-Unis /  Canada : 20 mars 2015 sur ABC / CHCH et CHNU
- Belgique : 8 juillet 2015 sur RTL-TVI

- États-Unis : 6,97 millions de téléspectateurs [21](première diffusion)

### Épisode 20:L'inauguration
- États-Unis /  Canada : 3 avril 2015 sur ABC / CHCH et CHNU
- Belgique : 9 juillet 2015 sur RTL-TVI

- États-Unis : 6,56 millions de téléspectateurs [22](première diffusion)

### Épisode 21:Vanessa l'entremetteuse
- États-Unis /  Canada : 10 avril 2015 sur ABC / CHCH et CHNU
- Belgique : 10 juillet 2015 sur RTL-TVI

- États-Unis : 6,44 millions de téléspectateurs [23] (première diffusion)

### Épisode 22:Papa chéri
- États-Unis /  Canada : 17 avril 2015 sur ABC / CHCH et CHNU
- Belgique : 14 juillet 2015 sur RTL-TVI

- États-Unis : 6,16 millions de téléspectateurs [24](première diffusion)